# 范璘
范璘（1457年—？），字敬溫，浙江台州府臨海縣人，民籍，明朝政治人物。

## 生平
弘治五年（1492年）壬子科浙江鄉試第八十五名舉人。弘治九年（1496年）聯捷丙辰科會試第一百三名，三甲第一百七十三名進士。

## 家族
曾祖范居安；祖父范宗輝；父范文昇，母沈氏。永感下。